# Fangshi
Fangshi (chinesisch 方士, Pinyin fāngshì) sind Zauberpriester des chinesischen Altertums. Der Terminus Fangshi bedeutet "Mann der Technik" und die Fangshi beschäftigten sich mit Überlieferungen, die abseits der konfuzianischen Riten und Sitten lagen. Ihre Ursprünge lassen sich zurückverfolgen bis zu den Archivaren der Shang-Dynastie und Zhou-Dynastie, in deren Händen das Wahrsagen lag, und von denen Laozi einer gewesen sein soll. Gleichfalls floss das Erbe der Wu in die Praktiken der Fangshi ein.
Während der Chunqiu-Periode waren die Fangshi gesellschaftlich angesehen, da es Sitte wurde, sie an die verschiedenen Höfe zu bitten.
Zur Zeit des ersten Kaisers Qin Shihuangdi hatten die Fangshi am Hof die Aufgabe, den Frieden (Taiping) zu vervollkommnen und zu erhalten, eine Wunderdroge für die Unsterblichkeit des Kaisers zu finden und Kontakte zu den Göttern herzustellen.
Die Fangshi praktizierten Astrologie, Exorzismus, Medizin, Divination, Magie, Geomantik, Langlebigkeitstechniken und Schamanismus. 
Sie standen der Schule des Taiji (Yin und Yang) und der Fünf Wandlungsphasen nahe, und unter ihnen nahm die Bedeutung des Himmels als Gottheit ab, während sich die religiöse Praxis zur Deutung von Omina hin verschob.
Auch gehörten sie zu den Vorläufern der verschiedenen Schulen des Daoismus, der einige ihrer Techniken und Ansichten übernahm, z. B. die der Langlebigkeit, die Unsterblichkeitssuche, die Vorläufer von Taijiquan und Qigong, Sexualpraktiken und Atemübungen. Auch die Techniken der äußeren und inneren Alchemie sollen bis auf die Praktiken der Fangshi zurückgehen, die glaubten, Unsterblichkeit lasse sich durch Einnahme von Drogen erreichen.
In den Registern der Fangshi zur Dämonologie und Angelologie lassen sich die späteren Register des Himmelsmeister-Daoismus zur Beherrschung von Göttern, Dämonen und Geistern finden.
Ein Denker, der eine wichtige Stellung unter den Fangshi hatte, war Zou Yan.